# Persone di nome Nils
| Questa pagina contiene informazioni ricavate automaticamente dalle voci biografiche con l'ausilio del template Bio e di un bot. L'aggiornamento è periodico e automatico e ricostruisce completamente la pagina. Se manca una persona in questa lista, sei pregato di non aggiungerla, ma accertati piuttosto che la sua voce biografica contenga il template Bio e che i dati anagrafici siano correttamente compilati. Se il template Bio manca, inseriscilo tu stesso o, in alternativa, metti l'avviso {{tmp\|Bio}} che ne segnala la mancanza. Se i dati riportati sono sbagliati, correggi direttamente la voce biografica; le modifiche saranno visibili in questa lista entro pochi giorni. Per chiarimenti vedi il progetto antroponimi. La lista contiene solo le 160 persone che sono citate nell'enciclopedia e per le quali è stato implementato correttamente il template Bio. Pagina aggiornata al 16 ott 2024. |

Questa è una lista di persone presenti nell'enciclopedia che hanno il prenome Nils, suddivise per attività principale.

## Allenatori di calcio(8)
- Sören Åkeby, allenatore di calcio e ex calciatore svedese (Stoccolma, n. 1952)
- Nils Eriksen, allenatore di calcio e calciatore norvegese (Gjerpen, n. 1911 - Moss, † 1975)
- Nils Lexerød, allenatore di calcio, dirigente sportivo e ex calciatore norvegese (n. 1976)
- Nils Liedholm, allenatore di calcio e calciatore svedese (Valdemarsvik, n. 1922 - Cuccaro Monferrato, † 2007)
- Nils Nielsen, allenatore di calcio danese (n. 1971)
- Roland Nilsson, allenatore di calcio e ex calciatore svedese (Helsingborg, n. 1963)
- Gunnar Nordahl, allenatore di calcio e calciatore svedese (Hörnefors, n. 1921 - Alghero, † 1995)
- Nils Johan Semb, allenatore di calcio e ex calciatore norvegese (Borge, n. 1959)

## Altisti(1)
- Bengt Nilsson, altista svedese (Härnösand, n. 1934 - Solna, † 2018)

## Artigiani(1)
- Nils Fougstedt, artigiano, scultore e illustratore svedese (Stoccolma, n. 1881 - Stoccolma, † 1954)

## Astronomi(1)
- Nils Christoffer Dunér, astronomo svedese (Billeberga, n. 1839 - Stoccolma, † 1914)

## Attori(5)
- Nils Asther, attore svedese (Copenaghen, n. 1897 - Stoccolma, † 1981)
- Bengt Ekerot, attore e regista svedese (Stoccolma, n. 1920 - Stoccolma, † 1971)
- Nils Hallberg, attore svedese (Stoccolma, n. 1921 - Stoccolma, † 2010)
- Nils Poppe, attore e comico svedese (Malmö, n. 1908 - Helsingborg, † 2000)
- Booboo Stewart, attore e cantante statunitense (Los Angeles, n. 1994)

## Attori teatrali(1)
- Nils Almlöf, attore teatrale svedese (Stoccolma, n. 1799 - † 1875)

## Biatleti(1)
- Jakob Börjesson, ex biatleta svedese (Kungsbacka, n. 1976)

## Bobbisti(1)
- Nils Landgren, bobbista svedese (Kalmar, n. 1923 - Lidingö, † 2002)

## Botanici(1)
- Nils Tycho Norlindh, botanico e genetista svedese (Glimåkra, n. 1906 - Danderyd, † 1995)

## Calciatori(34)
- Alexander Abrahamsson, calciatore svedese (n. 1999)
- Elias Andersson, calciatore svedese (Hässleholm, n. 1996)
- Nils Andersson, calciatore svedese (Göteborg, n. 1887 - Los Angeles, † 1947)
- Nisse Andersson, ex calciatore e allenatore di calcio svedese (n. 1941)
- Mattias Asper, ex calciatore svedese (Sölvesborg, n. 1974)
- Nils Axelsson, calciatore svedese (Helsingborg, n. 1906 - † 1989)
- Nils Berntsen, calciatore norvegese (n. 1901 - † 1929)
- Mattias Bjärsmyr, ex calciatore svedese (Hestra, n. 1986)
- Eric Björkander, calciatore svedese (Karlskrona, n. 1996)
- David Boo Wiklander, ex calciatore svedese (Bogotà, n. 1984)
- Henry Carlsson, calciatore e allenatore di calcio svedese (Falköping, n. 1917 - Solna, † 1999)
- Nils Chagas, ex calciatore uruguaiano
- Nils Arne Eggen, calciatore e allenatore di calcio norvegese (Orkdal, n. 1941 - Orkdal, † 2022)
- Ludvig Fritzson, calciatore svedese (Mölltorp, n. 1995)
- Nils Fröling, calciatore svedese (Dallas, n. 2000)
- Patrik Haginge, ex calciatore svedese (Örebro, n. 1985)
- Nils Ove Hellvik, ex calciatore norvegese (Stavanger, n. 1962)
- Nils Jensen, calciatore danese (Copenaghen, n. 1935 - † 2010)
- Jonathan Johansson, calciatore svedese (Kålaboda, n. 1991)
- Nils Karlsson, calciatore svedese (n. 1897 - † 1968)
- Hans Lindman, calciatore svedese (Uppsala, n. 1884 - Uppsala, † 1957)
- Nils Petersen, ex calciatore tedesco (Wernigerode, n. 1988)
- Nils Toms Puriņš, calciatore lettone (Jūrmala, n. 1998)
- Nils Quaschner, ex calciatore tedesco (Stralsund, n. 1994)
- Markus Rosenberg, ex calciatore svedese (Malmö, n. 1982)
- Nils Rosén, calciatore svedese (Helsingborg, n. 1902 - † 1951)
- Nils Röseler, calciatore tedesco (Bad Bentheim, n. 1992)
- Nils Schmäler, ex calciatore tedesco (Lüneburg, n. 1969)
- Nils Schouterden, calciatore belga (Lovanio, n. 1988)
- Nils Seufert, calciatore tedesco (Mannheim, n. 1997)
- Nils Solstad, ex calciatore norvegese (Tromsø, n. 1963)
- Nils Teixeira, calciatore tedesco (Bonn, n. 1990)
- Ola Toivonen, ex calciatore svedese (Degerfors, n. 1986)
- Kenneth Udjus, ex calciatore norvegese (Bergen, n. 1983)

## Canoisti(2)
- Nils Björklöf, canoista finlandese (Ingå, n. 1921 - Stoccolma, † 1987)
- Nils Olav Fjeldheim, canoista norvegese (Tysværvåg, n. 1977)

## Cantanti(2)
- Nils Bech, cantante norvegese (Hønefoss, n. 1981)
- Ola Magnell, cantante svedese (Skälby gård, n. 1946 - Tunby, † 2020)

## Cavalieri(2)
- Nils Adlercreutz, cavaliere svedese (Motala, n. 1866 - Stoccolma, † 1955)
- Olof Stahre, cavaliere svedese (Lerum, n. 1909 - Blentarp, † 1988)

## Cestisti(3)
- William Guténius, cestista svedese (Lerum, n. 1992)
- Nils Haßfurther, ex cestista tedesco (Bamberga, n. 1999)
- Nils Mittmann, ex cestista tedesco (Braunschweig, n. 1979)

## Chimici(4)
- Abraham Langlet, chimico svedese (Södertälje, n. 1868 - Göteborg, † 1936)
- Nils Löfgren, chimico svedese (n. 1913 - † 1967)
- Nils Gabriel Sefström, chimico svedese (Ilsbo, n. 1787 - Stoccolma, † 1845)
- Nils Wiberg, chimico tedesco (Karlsruhe, n. 1934 - Monaco di Baviera, † 2007)

## Ciclisti su strada(3)
- Nils Brun, ciclista su strada e mountain biker svizzero (n. 2000)
- Nils Eekhoff, ciclista su strada olandese (n. 1998)
- Nils Politt, ciclista su strada tedesco (Colonia, n. 1994)

## Compositori(1)
- Nils Frahm, compositore tedesco (Amburgo, n. 1982)

## Compositori di scacchi(1)
- Nils G. van Dijk, compositore di scacchi norvegese (Indonesia, n. 1933 - Bergen, † 2003)

## Diplomatici(1)
- Nils Svenningsen, diplomatico danese (Stoccolma, n. 1894 - † 1985)

## Dirigenti sportivi(1)
- Lennart Johansson, dirigente sportivo svedese (Stoccolma, n. 1929 - Stoccolma, † 2019)

## Filologi(1)
- Martin Persson Nilsson, filologo classico, grecista e storico delle religioni svedese (Stoby, n. 1874 - Lund, † 1967)

## Fisici(1)
- Nils Gustaf Dalén, fisico svedese (Stenstorp, n. 1869 - Lidingö, † 1937)

## Fondisti(4)
- Nils Karlsson, fondista svedese (Östnor, n. 1917 - Mora, † 2012)
- Torgny Mogren, ex fondista svedese (Hällefors, n. 1963)
- Nils Östensson, fondista e sciatore di pattuglia militare svedese (Malung-Sälen, n. 1918 - Malung-Sälen, † 1949)
- Nils Täpp, fondista svedese (Malung, n. 1917 - Malung, † 2000)

## Geologi(1)
- Otto Nordenskjöld, geologo, geografo e esploratore svedese (Hässleby, n. 1869 - Göteborg, † 1928)

## Giavellottisti(1)
- Gunnar Lindström, giavellottista svedese (Eksjö, n. 1896 - Eksjö, † 1951)

## Ginnasti(9)
- Nils Granfelt, ginnasta svedese (Stoccolma, n. 1887 - Nacka, † 1959)
- Konrad Granström, ginnasta svedese (Luleå, n. 1900 - Stoccolma, † 1982)
- Nils Hellsten, ginnasta svedese (Stoccolma, n. 1885 - Stoccolma, † 1963)
- Arvid Holmberg, ginnasta svedese (Malmö, n. 1886 - Malmö, † 1958)
- Gustaf Johnsson, ginnasta e diplomatico svedese (Malmö, n. 1890 - Washington, † 1959)
- Nils von Kantzow, ginnasta svedese (n. 1885 - † 1967)
- Nils Silfverskiöld, ginnasta svedese (Göteborg, n. 1888 - Stoccolma, † 1957)
- Nils Voss, ginnasta norvegese (Voss, n. 1886 - Sandnes, † 1969)
- Nils Widforss, ginnasta svedese (n. 1880 - † 1960)

## Giocatori di football americano(1)
- Nils Jonkmans, giocatore di football americano canadese (Vancouver, n. 1991)

## Hockeisti su ghiaccio(3)
- Nils Johansson, hockeista su ghiaccio svedese (Stoccolma, n. 1904 - Stoccolma, † 1936)
- Adam Larsson, hockeista su ghiaccio svedese (Skellefteå, n. 1992)
- Nisse Nilsson, hockeista su ghiaccio svedese (Forshaga, n. 1936 - Karlstad, † 2017)

## Informatici(1)
- Nils Nilsson, informatico statunitense (Saginaw, n. 1933 - Medford, † 2019)

## Ingegneri(1)
- Nils Bohlin, ingegnere svedese (Härnösand, n. 1920 - Ramfall, † 2002)

## Inventori(1)
- Nils Alwall, inventore e medico svedese (Kiaby, n. 1904 - Lund, † 1986)

## Judoka(1)
- Nils Stump, judoka svizzero (Uster, n. 1997)

## Linguisti(1)
- Göran Malmqvist, linguista, traduttore e sinologo svedese (Jönköping, n. 1924 - † 2019)

## Lunghisti(1)
- Nils Winter, ex lunghista tedesco (Buxtehude, n. 1977)

## Matematici(1)
- Nils Aall Barricelli, matematico italiano (Roma, n. 1912 - † 1993)

## Medici(2)
- Nils Rosen von Rosenstein, medico svedese (Sexdrega, n. 1706 - Uppsala, † 1773)
- Anders Tegnell, medico e epidemiologo svedese (Uppsala, n. 1956)

## Mezzofondisti(3)
- Nils Frykberg, mezzofondista svedese (Uppsala, n. 1888 - Gävle, † 1966)
- Nils Middelboe, mezzofondista, triplista e calciatore danese (Brunny, n. 1887 - Frederiksberg, † 1976)
- Nils Schumann, mezzofondista tedesco (Bad Frankenhausen, n. 1978)

## Militari(1)
- Nils Katajainen, militare e aviatore finlandese (Helsinki, n. 1919 - Helsinki, † 1997)

## Musicisti(3)
- Nils Courbaron, musicista e chitarrista francese (Parigi, n. 1990)
- Nils Lofgren, musicista, cantautore e polistrumentista statunitense (Chicago, n. 1951)
- Nils Petter Molvær, musicista e compositore norvegese (Norvegia, n. 1960)

## Nuotatori(3)
- Nils Liess, nuotatore svizzero (n. 1996)
- Nils Regnell, nuotatore svedese (Stoccolma, n. 1884 - Jersey City, † 1950)
- Nils Rudolph, ex nuotatore tedesco (Rostock, n. 1965)

## Pallanuotisti(1)
- Nils Backlund, pallanuotista svedese (Stoccolma, n. 1896 - Stoccolma, † 1964)

## Pattinatori artistici su ghiaccio(1)
- Nils Rosenius, pattinatore artistico su ghiaccio svedese

## Pattinatori di velocità su ghiaccio(1)
- Nils van der Poel, pattinatore di velocità su ghiaccio svedese (Trollhättan, n. 1996)

## Pistard(1)
- Nils van 't Hoenderdaal, ex pistard olandese (Amsterdam, n. 1993)

## Pittori(3)
- Nils Blommér, pittore svedese (Blommeröd, n. 1816 - Roma, † 1853)
- Nils von Dardel, pittore svedese (Bettna, n. 1888 - New York, † 1943)
- Nils Forsberg, pittore svedese (Riseberga, n. 1842 - Helsingborg, † 1934)

## Poeti(1)
- Nils Ferlin, poeta svedese (Karlstad, n. 1898 - Uppsala, † 1961)

## Politici(4)
- Nils Turesson Bielke, politico svedese (Hörningsholm, n. 1569 - † 1639)
- Carl Bildt, politico e diplomatico svedese (Halmstad, n. 1949)
- Nils Diederich, politico tedesco (Berlino, n. 1934)
- Thorbjörn Fälldin, politico svedese (Ångermanland, n. 1926 - Ångermanland, † 2016)

## Politologi(1)
- Nils Muižnieks, politologo e attivista lettone (Los Angeles, n. 1964)

## Psichiatri(1)
- Nils Bejerot, psichiatra e criminologo svedese (n. 1921 - † 1988)

## Pugili(2)
- Gunnar Nilsson, pugile svedese (n. 1923 - † 2005)
- Nils Ramm, pugile svedese (Stoccolma, n. 1903 - Linköping, † 1986)

## Rapper(4)
- Promoe, rapper e cantante svedese (Västerås Badelunda församling, n. 1976)
- Einár, rapper svedese (Stoccolma, n. 2002 - Stoccolma, † 2021)
- Kitok, rapper e cantante svedese (Jokkmokks församling, n. 1986)
- Finch, rapper tedesco (Lipsia, n. 1990)

## Registi(2)
- Nils Gaup, regista, attore e sceneggiatore norvegese (Kautokeino, n. 1955)
- Nils Malmros, regista e sceneggiatore danese (Århus, n. 1944)

## Religiosi(2)
- Nils Allesson, religioso svedese († 1305)
- Nils Ragvaldsson, religioso svedese († 1448)

## Scacchisti(1)
- Nils Grandelius, scacchista svedese (Lund, n. 1993)

## Schermidori(2)
- Nils Hellsten, schermidore svedese (Stoccolma, n. 1886 - Stoccolma, † 1962)
- Nils Rydström, schermidore svedese (Stoccolma, n. 1921 - Stoccolma, † 2018)

## Sciatori alpini(7)
- Nils Allègre, sciatore alpino francese (Briançon, n. 1994)
- Nils Alphand, sciatore alpino francese (n. 1996)
- Nils Een, ex sciatore alpino norvegese (n. 1947)
- Staffan Lindgren, ex sciatore alpino svedese (n. 1945)
- Rune Lindström, ex sciatore alpino svedese (Sollefteå, n. 1944)
- Nils Mani, ex sciatore alpino svizzero (n. 1992)
- Jörgen Sundqvist, ex sciatore alpino svedese (Arvidsjaur, n. 1962)

## Scrittori(1)
- Nils Collett Vogt, scrittore norvegese (Christiania, n. 1864 - † 1937)

## Sovrani(1)
- Nils Jönsson Oxenstierna di Svezia, sovrano svedese

## Storici(1)
- Nils Ahnlund, storico svedese (Uppsala, n. 1889 - Stoccolma, † 1957)

## Storici dell'arte(1)
- Nils Åberg, storico dell'arte svedese (Norrköping, n. 1888 - Stoccolma, † 1957)

## Tennisti(1)
- Birger Andersson, ex tennista svedese (Bodafors, n. 1951)

## Teologi(1)
- Nils Idman, teologo e letterato finlandese (Knivsta, n. 1716 - Huittinen, † 1790)

## Triplisti(1)
- Georg Åberg, triplista e lunghista svedese (Hellestad, n. 1893 - Stoccolma, † 1946)

## Trombonisti(1)
- Nils Landgren, trombonista e cantante svedese (Degerfors, n. 1956)

## Tuffatori(1)
- Nils Skoglund, tuffatore e pallanuotista svedese (Stoccolma, n. 1906 - Stoccolma, † 1980)

## Velisti(1)
- Peter Sundelin, ex velista svedese (Nacka, n. 1947)

## Velocisti(2)
- Nils Engdahl, velocista e mezzofondista svedese (Västerhaninge, n. 1898 - Bromma, † 1983)
- Nils Sandström, velocista svedese (Göteborg, n. 1893 - Stoccolma, † 1973)